# Dina Babbitt
Dina Gottliebova Babbitt (Brno, Checoslovaquia, 21 de enero de 1923 - Felton, 29 de julio de 2009), de soltera Dinah Gottliebova, era una pintora y animadora checo-estadounidense. Fue una sobreviviente del Holocausto, y ciudadana de los EE. UU, residiendo hasta su muerte en Santa Cruz, California. En 1944, mientras era prisionera en el campo de concentración de Auschwitz, fue obligada por el Dr. Josef Mengele a pintar retratos de gitanos, como parte de las investigaciones del médico nazi; además de pintar retratos de familiares de otros oficiales alemanes, también bajo coerción.. Siete de sus pinturas han sido recuperadas, y todas están en exposición en el Museo Estatal Auschwitz-Birkenau, en Polonia.
Babbitt solicitó al museo y al gobierno polaco que le entregasen sus pinturas. El gobierno y prensa norteamericanos la apoyan; pero el museo y el gobierno polaco se negaron a devolver las pinturas, llegando incluso a clamar que el propietario legal de las pinturas era Mengele (afirmación que fue refutada por decenas de abogados, que señalaron que Mengele obligó a Babbitt a pintar las obras bajo amenaza de muerte).
En colaboración con Rafael Medoff, director del Instituto David S. Wyman Para Estudios Del Holocausto, el artista de cómics Neal Adams ha sido uno de los principales promotores del esfuerzo de Babbitt. Usando texto de Medoff, Adams ilustró un cómic a modo de documental gráfico, de seis páginas, el que fue entintado por Joe Kubert y contiene una introducción por Stan Lee. Una reimpresión del documental gráfico y un raconto de la historia de Babbitt fueron incluidas en el último número del cómic X-Men: Magneto Testament.
Babbittt era la segunda esposa de Art Babbitt, un animador, con el que trabajo como asistente para compañías como Warner Brothers.